# Athetis excelsa
Athetis excelsa là một loài bướm đêm trong họ Noctuidae.